# Industrialización en la Unión Soviética

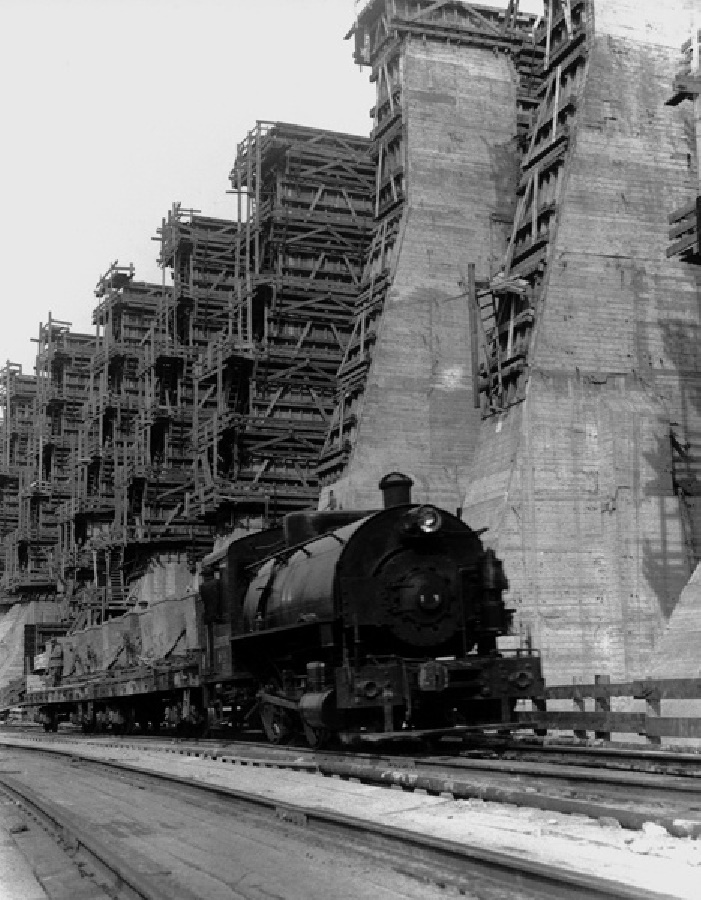
Construcción de la Central Hidroeléctrica del Dniéper con una locomotora de vapor en primer plano en 1931

La industrialización en la Unión Soviética fue un proceso de acelerada construcción del sector industrial de la Unión Soviética para reducir el atraso de la economía en comparación con los estados capitalistas desarrollados, llevado a cabo desde mayo de 1929 hasta junio de 1941.
La tarea oficial de la industrialización fue la transformación de la Unión Soviética de un estado predominantemente agrario en uno industrial líder. El inicio de la industrialización socialista, como parte integral de la "triple tarea de reorganización radical de la sociedad" (industrialización, centralización económica, colectivización de la agricultura y una revolución cultural) se estableció en el primer plan quinquenal para el desarrollo de la economía nacional, que duró desde 1928 hasta 1932.
En tiempos soviéticos, la industrialización fue considerada una gran hazaña. El rápido crecimiento de la capacidad de producción y el volumen de producción de la industria pesada (4 veces) fue de gran importancia para garantizar la independencia económica de los países capitalistas y fortalecer la capacidad defensiva del país. En este momento, la Unión Soviética hizo la transición de un país agrario a uno industrial. Durante la Segunda Guerra Mundial, la industria soviética demostró su superioridad sobre la industria de la Alemania nazi. Desde finales de la década de 1980, se han llevado a cabo debates sobre el precio de la industrialización en la Unión Soviética y Rusia, los cuales también cuestionaron sus resultados y consecuencias a largo plazo para la economía y la sociedad soviéticas.

## GOELRO
Ya durante la Guerra Civil, el gobierno soviético comenzó a desarrollar un plan a largo plazo para la electrificación del país. En diciembre de 1920, el plan GOELRO fue aprobado por el 8º Congreso Panruso de los Soviets, y un año después fue ratificado por el 9º Congreso Panruso de los Soviets.
El plan preveía el desarrollo prioritario de la industria eléctrica, vinculada a los planes de desarrollo territorial. El plan GOELRO, diseñado para 10-15 años, preveía la construcción de 30 centrales eléctricas regionales (20 termoeléctricas y 10 hidroeléctricas) con una capacidad total de 1,75 gigavatios. El proyecto abarcó ocho grandes regiones económicas (Norte, Central Industrial, Sur, Volga, Urales, Siberia Occidental, Cáucaso y Turquestán). Al mismo tiempo, se desarrolló el sistema de transporte del país (reconstrucción de líneas ferroviarias antiguas y construcción de nuevas, construcción del Canal Volga-Don).
El proyecto GOELRO hizo posible la industrialización en la Unión Soviética: la generación de electricidad en 1932, en comparación con 1913, aumentó casi 7 veces, de 2 a 13,5 mil millones de kWh.

## Características de la industrialización
Los investigadores destacan las siguientes características de la industrialización:
- Se seleccionaron sectores de inversión como el principal enlace: metalurgia, ingeniería, construcción industrial;
- Extracción de fondos de la agricultura para la industria mediante tijeras de precios;
- El papel especial del estado en la centralización de fondos para la industrialización;
- La creación de una única forma de propiedad - socialista - en dos formas: estatal y cooperativa-colectiva;
- Planificación de la industrialización;
- Falta de capital privado (el emprendimiento cooperativo en ese período era legal);
- Dependencia de recursos propios (era imposible atraer capital privado dadas las condiciones externas e internas existentes);
- Recursos excesivamente centralizados.

## Debates durante la Nueva Política Económica
Hasta 1928, la Unión Soviética llevó a cabo la "Nueva Política Económica". Mientras que la agricultura, el comercio minorista, los servicios, la industria alimentaria y las industrias ligeras estaban mayoritariamente en manos privadas, el estado mantenía el control de la industria pesada, el transporte, los bancos, el comercio mayorista e internacional ("cumbres de mando"). Las empresas estatales competían entre sí, y el papel del Gosplan de la Unión Soviética se limitaba a previsiones que determinaban la dirección y el tamaño de la inversión pública.
Una de las contradicciones fundamentales del bolchevismo fue el hecho de que el partido que se autodenominaba "de los trabajadores" y su gobierno la "dictadura del proletariado" llegó al poder en un país agrario donde los trabajadores de fábrica constituían solo un pequeño porcentaje de la población, y la mayoría de ellos eran inmigrantes recientes del campo que aún no habían roto completamente los lazos con él. La industrialización forzada estaba destinada a eliminar esta contradicción.
Desde el punto de vista de la política exterior, el país estaba en condiciones hostiles. Según la dirección del Partido Comunista de la Unión Soviética (bolcheviques), había una alta probabilidad de una nueva guerra con los estados capitalistas. Es significativo que incluso en el 10º congreso del Partido Comunista Ruso (bolcheviques) en 1921, Lev Kámenev, autor del informe "Sobre la República Soviética Rodeada", afirmó que habían comenzado los preparativos para la Segunda Guerra Mundial en Europa:

Lo que vemos todos los días en Europa... testimonia que la guerra no ha terminado, los ejércitos se mueven, se dan órdenes de combate, se envían guarniciones a una u otra área, no se pueden considerar firmemente establecidas las fronteras... se puede esperar de hora en hora que la vieja matanza imperialista final generará, como su continuación natural, alguna nueva, incluso más monstruosa, incluso más desastrosa guerra imperialista.

La preparación para la guerra requería un rearmamento exhaustivo. Las escuelas militares del Imperio Ruso, destruidas por la revolución y la guerra civil, fueron reconstruidas: academias militares, escuelas, institutos y cursos militares comenzaron a entrenar al Ejército Rojo. Sin embargo, no fue posible comenzar de inmediato el reequipamiento técnico del Ejército Rojo debido al atraso de la industria pesada. Al mismo tiempo, las tasas existentes de industrialización parecían insuficientes, ya que el atraso respecto a los países capitalistas, que experimentaron un auge económico en la década de 1920, estaba aumentando.
Uno de los primeros planes de este tipo para el rearmamento se estableció ya en 1921, en el proyecto de reorganización del Ejército Rojo preparado para el 10º congreso por Serguéi Gúsev y Mijaíl Frunze. El proyecto afirmaba tanto la inevitabilidad de una nueva gran guerra como la falta de preparación del Ejército Rojo para ella. Gúsev y Frunze sugirieron organizar la producción masiva de tanques, artillería, "autos blindados, trenes blindados, aviones" en un orden de "choque". Un punto separado también sugirió estudiar cuidadosamente la experiencia de combate de la Guerra Civil, incluidas las unidades que se opusieron al Ejército Rojo (unidades de oficiales de los Guardias Blancos, carros de Majnovistas, "aviones bombarderos" de Wrangel, etc. Además, los autores también instaron a organizar urgentemente la publicación en Rusia de obras extranjeras "marxistas" sobre cuestiones militares.
Después del final de la Guerra Civil, Rusia volvió a enfrentar el problema prerrevolucionario de la sobrepoblación agraria (la "trampa maltusiana-marxista"). Durante el reinado de Nicolás II, la sobrepoblación causó una disminución gradual en las asignaciones promedio de tierra, el excedente de trabajadores en el campo no fue absorbido por el éxodo a las ciudades (que ascendía a unas 300,000 personas al año, con un aumento promedio de hasta 1 millón de personas por año), ni por la emigración ni por el programa de colonización del gobierno de Stolypin para reubicar colonos en los Urales. En la década de 1920, la sobrepoblación tomó la forma de desempleo urbano. Se convirtió en un grave problema social que creció a lo largo de la Nueva Política Económica y, al final de ella, afectaba a más de 2 millones de personas, o alrededor del 10% de la población urbana. El gobierno creía que uno de los factores que obstaculizaban el desarrollo de la industria en las ciudades era la falta de alimentos y la negativa del campo a proporcionar pan a la ciudad a precios bajos.
El liderazgo del partido pretendía resolver estos problemas mediante la redistribución planificada de recursos entre la agricultura y la industria, de acuerdo con el concepto de socialismo, que se anunció en el 14.º Congreso del Partido Comunista de la Unión Soviética (Bolcheviques) y el 3º Congreso de los Soviets de Toda la Unión en 1925. En la historiografía estalinista, el 14º congreso se denominó "el congreso de la industrialización", pero solo tomó una decisión general sobre la necesidad de transformar la Unión Soviética de un país agrario en uno industrial, sin determinar las formas específicas y las tasas de industrialización.
La elección de una implementación específica de la planificación central fue discutida vigorosamente en 1926-1928. Los defensores del enfoque genético (Vladímir Bazárov, Vladímir Gróman, Nikolái Kondrátiev) creían que el plan debía basarse en las regularidades objetivas del desarrollo económico, identificadas como resultado de un análisis de las tendencias existentes. Los defensores del enfoque teleológico (Gleb Krzhizhanovsky, Valerian Kuybyshev, Stanislav Strumilin) creían que el plan debía transformar la economía y partir de cambios estructurales futuros, oportunidades de producción y disciplina rígida. Entre los funcionarios del partido, los primeros fueron apoyados por un defensor del camino evolutivo hacia el socialismo, Nikolái Bujarin, y los segundos por León Trotski, quien insistió en un ritmo acelerado de industrialización.
Trotski había presentado un informe conjunto al Pleno de abril del Comité Central en 1926 que proponía un programa de industrialización nacional y la sustitución de planes anuales por planes quinquenales. Sus propuestas fueron rechazadas por la mayoría del Comité Central, que estaba controlada por la troika y ridiculizadas por Stalin en ese momento. Trotski, como presidente de la comisión de electrificación y el bloque de Oposición, también propuso un plan de electrificación que incluía la construcción de la Hidroeléctrica del Dniéper.
Uno de los primeros ideólogos de la industrialización fue Evgueni Preobrazhenski, un economista cercano a Trotski, quien en 1924-25 desarrolló el concepto de "superindustrialización" forzada a expensas de los fondos del campo ("acumulación socialista inicial", según Preobrazhenski). Por su parte, Bujarin acusó a Preobrazhenski y a su "oposición de izquierda" que lo apoyaba de imponer una "explotación militar feudal del campesinado" y "colonialismo interno".
El secretario general del Comité Central del Partido Comunista de la Unión Soviética (bolcheviques), Iosif Stalin, inicialmente apoyó el punto de vista de Bujarin, pero después de la expulsión de Trotski del Comité Central del Partido a finales de 1927, cambió su posición al opuesto. Esto llevó a una victoria decisiva de la escuela teleológica y un giro radical desde la Nueva Política Económica. El investigador Vadim Rogovin cree que la causa del "giro a la izquierda" de Stalin fue la crisis de la cosecha de cereales de 1927; el campesinado, especialmente los bienestantes, se negó masivamente a vender el pan, considerando que los precios de compra establecidos por el estado eran bajos.
La crisis económica interna de 1927 se entrelazó con un agudo empeoramiento de la situación de la política exterior. El 23 de febrero de 1927, el Secretario de Relaciones Exteriores del Reino Unido envió una nota a la Unión Soviética exigiendo que dejara de apoyar al gobierno comunista del Kuomintang en China. Después de la negativa, el Reino Unido rompió relaciones diplomáticas con la Unión Soviética el 24-27 de mayo. Sin embargo, al mismo tiempo, la alianza entre el Kuomintang y los comunistas chinos se desmoronó; el 12 de abril, Chiang Kai-shek y sus aliados masacraron a los comunistas de Shanghái. Este incidente fue ampliamente utilizado por la "oposición unida" (el "bloque Trotski-Zinóviev") para criticar la diplomacia oficial estalinista como deliberadamente fallida.
En el mismo período, se produjo un ataque a la embajada soviética en Beijing (6 de abril); la policía británica registró la empresa mixta soviético-británica Arcos en Londres (12 de mayo). En junio de 1927, representantes de la Unión Militar de Rusia llevaron a cabo una serie de ataques terroristas contra la Unión Soviética. En particular, el 7 de junio, el emigrado blanco Koverda mató al plenipotenciario soviético en Varsovia, Vóykov, y el mismo día en Minsk, fue asesinado el jefe de la Dirección Política Unificada del Estado de Bielorrusia, Iósif Opanski; el día anterior, un terrorista de la Unión Militar de Rusia lanzó una bomba contra la Dirección Política Unificada del Estado en Moscú. Todos estos incidentes contribuyeron a la creación de un ambiente de "psicosis militar" y al surgimiento de expectativas de una nueva intervención extranjera ("cruzada contra el bolchevismo").
Para enero de 1928, solo se había cosechado dos tercios del grano en comparación con el nivel del año anterior, ya que los campesinos retenían masivamente el pan, considerando que los precios de compra eran bajos. Las interrupciones en el suministro de ciudades y el ejército que habían comenzado se agravaron por el empeoramiento de la situación de la política exterior, que incluso alcanzó el punto de movilización de prueba. En agosto de 1927, comenzó una situación de pánico entre la población, que resultó en la compra mayorista de alimentos para el futuro. En el 15º Congreso del Partido Comunista de la Unión Soviética (bolcheviques) (diciembre de 1927), Mikoyán admitió que el país había experimentado las dificultades de "la víspera de la guerra sin tener una guerra".

## Primer plan quinquenal
La tarea principal de la economía planificada introducida fue aumentar el poder económico y militar del estado al ritmo más alto posible, acompañado de la eliminación casi total de la industria privada que había permitido la NEP. En la etapa inicial, se redujo a la redistribución de la mayor cantidad posible de recursos para las necesidades de la industrialización estatal. En diciembre de 1927, en el 15.º Congreso del Partido Comunista de la Unión Soviética (bolcheviques), se adoptaron las "Directrices para la elaboración del primer plan quinquenal de desarrollo económico nacional de la Unión Soviética", en el que el congreso se pronunció en contra de la superindustrialización: las tasas de crecimiento no debían ser máximas y debían planificarse para evitar fracasos. Desarrollado sobre la base de las directrices, el proyecto del primer plan quinquenal (1 de octubre de 1928 - 1 de octubre de 1933) fue aprobado en la 16ª Conferencia del Partido Comunista de la Unión Soviética (bolcheviques) (abril de 1929) como un conjunto de tareas cuidadosamente pensadas y realistas. Este plan, en realidad, es mucho más exigente que los proyectos anteriores; inmediatamente después de ser aprobado por el 5º Congreso de los Soviets de la Unión Soviética en mayo de 1929, dio base al estado para llevar a cabo una serie de medidas económicas, políticas, organizativas e ideológicas, que elevaron la industrialización al estatus de concepto, la era del "Gran Viraje". El país tuvo que expandir la construcción de nuevas industrias, aumentar la producción de todo tipo de productos y comenzar a producir nuevos equipos.

Estamos 50-100 años por detrás de los países avanzados. Debemos cubrir esta distancia en diez años. O lo hacemos, o nos aplastan.
Iosif Stalin

Según la historiadora Sheila Fitzpatrick, el consenso académico era que Stalin se apropió de la posición de la Oposición de Izquierda en temas como la industrialización y la colectivización.

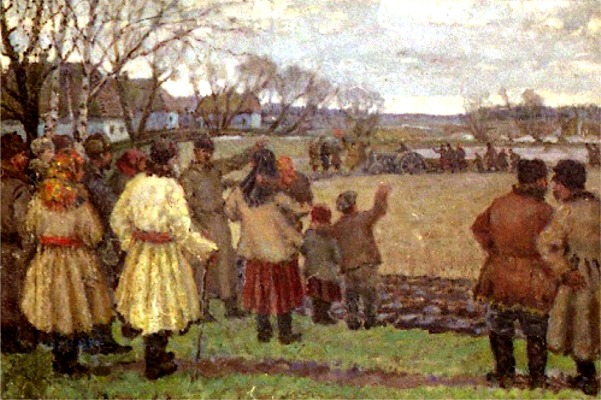
Vladimir Krikhatsky. "Primer Tractor"

En primer lugar, utilizando la propaganda, el liderazgo del partido movilizó a la población en apoyo de la industrialización. Los miembros de Komsomol, en particular, lo recibieron con entusiasmo. No faltaba mano de obra barata, porque después de la colectivización, un gran número de habitantes rurales de ayer se trasladaron de las zonas rurales a las ciudades debido a la pobreza, el hambre y la arbitrariedad de las autoridades. Millones de personas de manera desinteresada, casi a mano, construyeron cientos de fábricas, centrales eléctricas, tendieron ferrocarriles, metros. A menudo había que trabajar en tres turnos. En 1930, se lanzaron alrededor de 1,500 instalaciones, de las cuales 50 absorbieron casi la mitad de todas las inversiones. Con la ayuda de especialistas extranjeros, se erigieron una serie de grandes edificios industriales: DneproGES, plantas metalúrgicas en Magnitogorsk, Lipetsk y Cheliábinsk, Novokuznetsk, Norilsk y Uralmash, plantas de tractores en Stalingrado, Cheliábinsk, Járkov, Uralvagonzavod, GAZ, ZIS (moderno ZiL) y otros. En 1935, se inauguró la primera línea del Metro de Moscú con una longitud total de 11,2 kilómetros (7 mi).

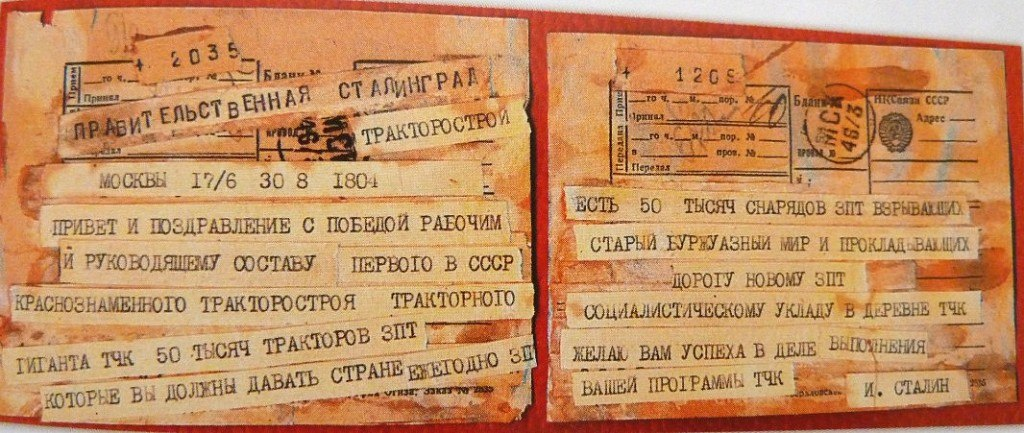
Felicitaciones de Stalin por la apertura de la Planta de Tractores de Stalingrado

Se prestó atención a la destrucción de la agricultura privada y su sustitución por grandes granjas estatales. Debido al surgimiento de la construcción de tractores nacionales, en 1932, la Unión Soviética dejó de importar tractores del extranjero, y en 1934, la Planta Kirov en Leningrado comenzó a producir un tractor de labranza "Universal", que se convirtió en el primer tractor nacional exportado al extranjero. En los diez años previos a la guerra, se produjeron alrededor de 700,000 tractores, lo que representó el 40% de su producción mundial.
Para crear su propia base de ingeniería, se creó urgentemente el sistema nacional de educación técnica superior. En 1930, se introdujo la educación primaria universal en la Unión Soviética y la educación obligatoria de siete años en las ciudades.
En 1930, hablando en el 16.º Congreso del Partido Comunista de la Unión Soviética (Bolcheviques), Stalin admitió que un avance industrial solo era posible al construir "socialismo en un solo país" y exigió un aumento múltiple en las tareas del plan quinquenal, argumentando que debían ser superadas.
Para aumentar los incentivos al trabajo, el pago se vinculó más estrechamente al rendimiento. Se desarrollaron activamente centros para el desarrollo e implementación de los principios de la organización científica del trabajo. Uno de los centros más grandes de este tipo, el Instituto Central del Trabajo, creó alrededor de 1,700 puntos de capacitación con 2,000 de los instructores más calificados del Instituto Central del Trabajo en diferentes partes del país. Operaban en todos los sectores principales de la economía nacional: en la ingeniería, la metalurgia, la construcción, las industrias ligeras y de la madera, en los ferrocarriles y vehículos motorizados, en la agricultura e incluso en la marina.
En 1933, en el pleno conjunto del Comité Central y la Comisión Central de Control del Partido Comunista de la Unión Soviética (bolcheviques), Stalin dijo en su informe que, según los resultados del primer plan quinquenal, se produjo menos bienes de consumo de los necesarios, pero la política de relegar la industrialización a un segundo plano habría llevado a que no tendríamos una industria de tractores y automóviles, metalurgia ferrosa, ni metal para la producción de máquinas. El país estaría sin pan. Los elementos capitalistas en el país aumentarían increíblemente las posibilidades de restauración del capitalismo. Nuestra posición se volvería similar a la de China, que en ese momento no tenía su propia industria pesada y militar, y se convirtió en objeto de agresión. No tendríamos pactos de no agresión con otros países, sino intervención militar y guerra. Una guerra peligrosa y mortal, una guerra sangrienta y desigual, porque en esta guerra estaríamos casi desarmados ante los enemigos, teniendo a nuestra disposición todos los medios modernos de ataque.
Dado que las inversiones de capital en la industria pesada casi de inmediato superaron la cantidad previamente planificada y continuaron creciendo, se incrementó bruscamente la emisión de dinero (es decir, la impresión de dinero en papel), y durante todo el primer plan quinquenal, el crecimiento de la oferta monetaria en circulación más que duplicó la producción de bienes de consumo, lo que llevó a precios más altos y a una escasez de bienes de consumo. [cita requerida]
En 1935, apareció el "movimiento stajanovista", en honor al minero Aleksei Stajanov, quien, según la información oficial de esa época, realizó 14.5 normas en un turno en la noche del 30 de agosto de 1935.
Dado que después de la nacionalización de las concesiones extranjeras para la extracción de oro contra la Unión Soviética se declaró un "boicot dorado", se utilizaron métodos como la venta de pinturas de la colección del Hermitage para obtener la moneda extranjera necesaria para financiar la industrialización.
Al mismo tiempo, el estado pasó a la distribución centralizada de los medios de producción y bienes de consumo que le pertenecían, se llevaron a cabo la introducción de métodos administrativos de gestión y la nacionalización de la propiedad privada. Surgió un sistema político basado en el papel rector del Partido Comunista de la Unión Soviética (bolcheviques), la propiedad estatal de los medios de producción y un mínimo de iniciativa privada. También comenzó el uso generalizado del trabajo forzado por parte de los prisioneros del Gulag, colonos especiales y milicia trasera.
El primer plan quinquenal estuvo asociado con una rápida urbanización. La fuerza laboral urbana aumentó en 12.5 millones de personas, de las cuales 8.5 millones eran migrantes de áreas rurales. Sin embargo, la Unión Soviética alcanzó una proporción del 50% de la población urbana solo a principios de la década de 1960.

## Uso de especialistas extranjeros
Se invitó a ingenieros del extranjero para participar en la industrialización de la Unión Soviética. Muchas empresas conocidas, como Siemens-Schuckertwerke AG y General Electric, colaboraron en el proyecto, proporcionando equipos modernos. Una parte significativa de los modelos de equipos producidos en las fábricas soviéticas de esos años eran copias o modificaciones de análogos extranjeros. Un ejemplo de esto es el tractor Fordson, que fue ensamblado en la Planta de Tractores de Stalingrado.
En febrero de 1930, la Amtorg firmó un acuerdo con Albert Kahn, Inc., la firma del arquitecto estadounidense Albert Kahn. Según este acuerdo, la firma de Kahn se convirtió en el principal consultor del gobierno soviético en construcción industrial y recibió un paquete de pedidos para la construcción de empresas industriales valorado en $2 mil millones (aproximadamente $250 mil millones en precios actuales). Esta compañía participó en la construcción de más de 500 instalaciones industriales en la Unión Soviética.
Se estableció una sucursal de Albert Kahn, Inc. en Moscú bajo el nombre de "Gosproektstroy". Esta sucursal, liderada por Moritz Kahn, hermano de Albert Kahn, empleaba a 25 ingenieros estadounidenses y alrededor de 2,500 empleados soviéticos, convirtiéndose en el mayor despacho de arquitectura del mundo en ese momento. Durante los tres años de existencia de Gosproektstroy, más de 4,000 arquitectos, ingenieros y técnicos soviéticos adquirieron conocimientos sobre la experiencia estadounidense. Además, la Oficina de Maquinaria Pesada de Moscú, una sucursal de la empresa alemana Demag, también operaba en la ciudad.
La firma de Albert Kahn desempeñó un papel crucial como coordinadora entre el gobierno soviético y cientos de empresas occidentales que suministraban equipos y asesoraban en la construcción de diversas instalaciones. Por ejemplo, el proyecto tecnológico de la Planta de Automóviles de Nizhni Nóvgorod fue realizado por Ford, mientras que la construcción fue ejecutada por la empresa estadounidense Austin Motor Company. La construcción de la 1ª Planta Estatal de Rodamientos en Moscú, diseñada por Kahn, se realizó con asistencia técnica de la empresa italiana RIV.
Otro ejemplo significativo es la Planta de Tractores de Stalingrado, diseñada por Kahn en 1930. Esta planta fue inicialmente construida en Estados Unidos, desmantelada y transportada a la Unión Soviética, donde fue ensamblada bajo la supervisión de ingenieros estadounidenses. Estuvo equipada con maquinaria de más de 80 empresas de ingeniería estadounidenses y varias firmas alemanas.
El ingeniero hidroeléctrico estadounidense Hugh Cooper se convirtió en el principal consultor para la construcción del DneproGES, para el cual se adquirieron turbinas hidroeléctricas de General Electric y Newport News Shipbuilding.
Finalmente, la Planta Metalúrgica de Magnitogorsk fue diseñada por la firma estadounidense Arthur G. McKee and Co., que también supervisó su construcción. Un alto horno estándar para esta y otras acerías del período de industrialización fue desarrollado por la empresa Freyn Engineering Co., con sede en Chicago.

## Resultados
| Productos                                                | 1928  | 1932  | 1937  | 1928 a 1932 (%) 1º Plan Quinquenal | 1928 a 1937 (%) 1º y 2º Planes Quinquenales |
| -------------------------------------------------------- | ----- | ----- | ----- | ---------------------------------- | ------------------------------------------- |
| Hierro fundido, millones de toneladas                    | 3,3   | 6,2   | 14,5  | 188                                | 439                                         |
| Acero, millones de toneladas                             | 4,3   | 5,9   | 17,7  | 137                                | 412                                         |
| Metales ferrosos laminados, millones de toneladas        | 3,4   | 4,4   | 13    | 129                                | 382                                         |
| Carbón, millones de toneladas                            | 35,5  | 64,4  | 128   | 181                                | 361                                         |
| Petróleo, millones de toneladas                          | 11,6  | 21,4  | 28,5  | 184                                | 246                                         |
| Electricidad, miles de millones de kWh                   | 5,0   | 13,5  | 36,2  | 270                                | 724                                         |
| Papel, miles de toneladas                                | 284   | 471   | 832   | 166                                | 293                                         |
| Cemento, millones de toneladas                           | 1,8   | 3,5   | 5,5   | 194                                | 306                                         |
| Azúcar, miles de toneladas                               | 1,283 | 1,828 | 2,421 | 142                                | 189                                         |
| Máquinas herramientas de corte de metal, miles de piezas | 2,0   | 19,7  | 48,5  | 985                                | 2,425                                       |
| Automóviles, miles de piezas                             | 0,8   | 23,9  | 200   | 2,988                              | 25,000                                      |
| Zapatos de cuero, millones de pares                      | 58,0  | 86,9  | 183   | 150                                | 316                                         |

A finales de 1932, se anunció la exitosa y temprana implementación del primer plan quinquenal en cuatro años y tres meses. Resumiendo sus resultados, Stalin anunció que la industria pesada había cumplido el plan en un 108%. Durante el período comprendido entre el 1 de octubre de 1928 y el 1 de enero de 1933, los activos fijos de producción de la industria pesada aumentaron 2,7 veces.
En un informe en el 17º Congreso del Partido Comunista de la Unión Soviética (bolcheviques) en enero de 1934, Stalin citó las siguientes cifras con las palabras: "Esto significa que nuestro país se ha convertido firmemente y finalmente en un país industrial".
|                         | 1913 | 1929 | 1930 | 1931 | 1932 | 1933 (%) |
| ----------------------- | ---- | ---- | ---- | ---- | ---- | -------- |
| Industria (sin pequeña) | 42,1 | 54,5 | 61,6 | 66,7 | 70,7 | 70,4     |
| Agricultura             | 57,9 | 45,5 | 38,4 | 33,3 | 29,3 | 29,6     |

Después del primer plan quinquenal, siguió el segundo plan quinquenal, con un énfasis algo menor en la industrialización, y luego el tercer plan quinquenal, que fue frustrado por el estallido de la Segunda Guerra Mundial.
El resultado de los primeros planes quinquenales fue el desarrollo de la industria pesada, gracias al cual el aumento del producto interno bruto durante 1928-1940, según Vitaly Melyantsev, fue de aproximadamente 4,6% por año (según otras estimaciones anteriores, del 3% al 6,3%). La producción industrial en el período 1928-1937 aumentó 2.5-3.5 veces, es decir, 10.5-16% por año. En particular, la producción de maquinaria en el período 1928-1937 creció en promedio un 27,4% por año. De 1930 a 1940, el número de instituciones técnicas de educación superior y secundaria en la Unión Soviética se cuadruplicó y superó las 150.
Para 1941, se habían construido alrededor de 9,000 nuevas plantas. Al final del segundo plan quinquenal, la Unión Soviética ocupaba el segundo lugar en el mundo en producción industrial, solo superada por los Estados Unidos. Las importaciones cayeron bruscamente, lo que se consideró como la obtención de independencia económica del país. Se había eliminado el desempleo abierto. El empleo (a tasas completas) aumentó de un tercio de la población en 1928 al 45% en 1940, lo que proporcionó aproximadamente la mitad del crecimiento del ingreso nacional bruto. Durante el período 1928-1937, las universidades y colegios prepararon alrededor de dos millones de especialistas. Se dominaron muchas nuevas tecnologías. Así, solo durante el primer plan quinquenal se ajustó la producción de caucho sintético, motocicletas, relojes, cámaras, excavadoras, cemento de alta calidad y aceros de alta calidad. También se sentaron las bases para la ciencia soviética, que en ciertas áreas eventualmente se convirtió en líder mundial. Sobre la base de la base industrial establecida, fue posible realizar un gran reequipamiento del ejército; durante el primer plan quinquenal, el gasto en defensa aumentó al 10,8% del presupuesto.
Con el inicio de la industrialización, el fondo de consumo y, como resultado, el nivel de vida de la población se redujo drásticamente. A fines de 1929, el sistema de racionamiento se extendió a casi todos los productos alimenticios, pero aún existía escasez de raciones y había largas colas para comprarlos. En el futuro, el nivel de vida comenzó a mejorar. En 1936, se cancelaron las tarjetas, lo que fue acompañado por un aumento de los salarios en el sector industrial y un aumento aún mayor de los precios de las raciones estatales para todos los bienes. El nivel promedio de consumo per cápita en 1938 fue un 22% superior al de 1928. Sin embargo, el mayor crecimiento se produjo entre la élite del partido y los trabajadores y no afectó en absoluto a la gran mayoría de la población rural, o a más de la mitad de la población del país.
| Productos                                            | 1913 | 1940 | 1940 a 1913 (%) |
| ---------------------------------------------------- | ---- | ---- | --------------- |
| Producción de electricidad, miles de millones de kWh | 2,0  | 48,3 | 2,400           |
| Acero, millones de toneladas                         | 4,2  | 18,3 | 435             |

La fecha de finalización de la industrialización es determinada de diferentes maneras por diferentes historiadores. Desde el punto de vista de la aspiración conceptual de elevar la industria pesada en un tiempo récord, el primer plan quinquenal fue el período más pronunciado. Con mayor frecuencia, se entiende que el fin de la industrialización fue el último año antes de la guerra (1940), y con menos frecuencia el año anterior a la muerte de Stalin (1952). Si se entiende la industrialización como un proceso cuyo objetivo es la participación de la industria en el producto interno bruto, característico de los países industrializados, entonces la economía de la Unión Soviética alcanzó tal estado solo en la década de 1960. También se debe tener en cuenta el aspecto social de la industrialización, ya que solo a principios de la década de 1960 la población urbana superó a la rural.
El economista soviético y secretario del comité del partido de la Universidad de Leningrado, Nikolai Kolesov Dmitrievich, cree que sin la implementación de la política de industrialización, no se habría asegurado la independencia política y económica del país. Las fuentes de fondos para la industrialización y su ritmo fueron predeterminadas por el atraso económico y el período demasiado corto permitido para su liquidación. Según Kolesov, la Unión Soviética logró eliminar el atraso en solo 13 años.

## Críticas
Durante los años del poder soviético, los comunistas argumentaban que la base de la industrialización era un plan racional y alcanzable. Mientras tanto, se suponía que el primer plan quinquenal entraría en vigor a finales de 1928, pero incluso en el momento de su anuncio en abril-mayo de 1929, el trabajo en su compilación no se había completado. La forma inicial del plan incluía objetivos para 50 industrias y la agricultura, así como la relación entre recursos y oportunidades. Con el tiempo, el logro de indicadores predeterminados comenzó a jugar un papel importante. Si las tasas de crecimiento de la producción industrial originalmente establecidas en términos de se situaban en 18-20%, para fin de año se duplicaron. Los investigadores occidentales y rusos argumentan que, a pesar del informe sobre la implementación exitosa del primer plan quinquenal, las estadísticas fueron falsificadas, y ninguno de los objetivos se alcanzó siquiera de cerca. Además, en la agricultura y en las industrias dependientes de la agricultura, hubo una fuerte disminución. Parte de la nomenclatura del partido estaba extremadamente indignada por esto; por ejemplo, Serguéi Syrtsov describió los informes sobre los logros como "fraude".
Por el contrario, según Borís Brutzkus, estaba mal pensado, lo que se manifestó en una serie de "fracturas" anunciadas (abril-mayo de 1929, enero-febrero de 1930, junio de 1931). Surgió un sistema grandioso y completamente politizado, cuyas características fueron "gigantomanía" económica, hambre crónica de productos, problemas organizativos, despilfarro y empresas deficitarias. La meta (es decir, el plan) comenzó a determinar los medios para su implementación. Según las conclusiones de otros historiadores (Robert Conquest, Richard Pipes, etc.), el desprecio por el apoyo material y el desarrollo de infraestructura con el tiempo comenzó a causar un daño económico significativo. Algunos de los esfuerzos de industrialización son considerados por los críticos como mal pensados desde el principio. Jacques Rossi argumenta que el Canal Mar Blanco-Báltico era innecesario. Al mismo tiempo, según las estadísticas soviéticas, ya en 1933, se transportaron 1,143,000 toneladas de carga y 27,000 pasajeros por el canal; en 1940, alrededor de un millón de toneladas, y en 1985, 7,3 millones de toneladas de carga. Sin embargo, las condiciones increíblemente brutales en la construcción del canal resultaron en la muerte de hasta 25,000 ciudadanos soviéticos en edad laboral. Esto no solo privó a la Unión Soviética de su mano de obra, sino que redujo el número de personas disponibles para el servicio militar para contrarrestar la agresión nazi alemana solo ocho años después.
A pesar del desarrollo de la producción, la industrialización se llevó a cabo principalmente por métodos extensivos: el crecimiento económico se aseguró mediante un aumento en la tasa de formación bruta de capital fijo, una tasa de ahorro (debido a una caída en la tasa de consumo), tasas de empleo y la explotación de recursos naturales. El científico británico Don Filzer cree que esto se debió a que, como resultado de la colectivización y la fuerte caída en el nivel de vida de la población rural, el trabajo humano se devaluó enormemente. Vadim Rogovin señala que el deseo de cumplir con el plan llevó a una situación de sobreexplotación de fuerzas y a una búsqueda permanente de razones para justificar el incumplimiento de tareas excesivas. Debido a esto, la industrialización no podía sustentarse únicamente en el entusiasmo y exigió una serie de medidas coercitivas. Desde octubre de 1930, se prohibió el libre movimiento de fuerza laboral y se impusieron sanciones penales por violaciones de la disciplina laboral y negligencia. Desde 1931, los trabajadores se hicieron responsables por daños a los equipos. En 1932, se hizo posible la transferencia forzada de mano de obra entre empresas y se introdujo la pena de muerte para el robo de propiedad estatal. El 27 de diciembre de 1932, se restauró el pasaporte interno, que Lenin en su momento condenó como "atraso y despotismo zarista". La semana de siete días fue reemplazada por una semana laboral completa, cuyos días, sin nombres, se numeraban del 1 al 5. Cada sexto día había un día de descanso para los turnos de trabajo, de modo que las fábricas podían trabajar sin interrupción. Se utilizó activamente la mano de obra de los prisioneros (véase Gulag). De hecho, durante el primer plan quinquenal, los comunistas sentaron las bases del trabajo forzado para la población soviética. Todo esto se convirtió en objeto de duras críticas en los países democráticos, y no solo por parte de los liberales, sino también por parte de los socialdemócratas.
El descontento de los trabajadores de vez en cuando se convirtió en huelgas: en la planta Stalin, la planta Voroshilov, la planta Shosten en Ucrania, en la planta Krasnoye Sormovo cerca de Nizhni Nóvgorod, en la planta Serp y Molot de Mashinootrest en Moscú, en la Chelyabinsk Traktorstroy y otras empresas.
La industrialización también conllevó la colectivización de la agricultura. En primer lugar, la agricultura se convirtió en una fuente de acumulación primaria, debido a los bajos precios de compra del grano y la posterior exportación a precios más altos, así como debido al llamado "superimpuesto en forma de sobreprecios por bienes manufacturados". En el futuro, el campesinado también aseguró el crecimiento de la industria pesada mediante trabajo. El resultado a corto plazo de esta política de colectivización fue una caída temporal en la producción agrícola. La consecuencia de esto fue el empeoramiento de la situación económica del campesinado, la hambruna en la Unión Soviética de 1932-33. Para compensar las pérdidas del campo se requerían costos adicionales. En 1932-1936, los koljoses recibieron del estado alrededor de 500,000 tractores, no solo para mecanizar el cultivo de la tierra, sino también para compensar el daño por la reducción en el número de caballos en un 51% (77 millones) en 1929-1933. La mecanización del trabajo en la agricultura y la unificación de parcelas de tierra separadas aseguraron un aumento significativo en la productividad laboral.
Trotski y los críticos extranjeros argumentaron que, a pesar de los esfuerzos por aumentar la productividad laboral, en la práctica, la productividad laboral promedio disminuyó. Esto se afirma en varias publicaciones modernas, según las cuales, durante el período 1929-1932, el valor agregado por hora de trabajo en la industria cayó en un 60% y solo volvió al nivel de 1929 en 1952. Esto se explica por la aparición en la economía de escasez crónica de productos básicos, colectivización, hambruna masiva, un gran flujo de mano de obra no calificada desde el campo y un aumento en sus recursos laborales por parte de las empresas. Al mismo tiempo, el producto nacional bruto específico por trabajador en los primeros 10 años de industrialización creció en un 30%.
Trotski también sostuvo que las desproporciones y desequilibrios que se volvieron característicos de la planificación estalinista en la década de 1930, como la base de consumo subdesarrollada junto con el enfoque prioritario en la industria pesada, se debieron a una serie de problemas evitables. Argumentó que el impulso industrial se había implementado en circunstancias más severas, varios años después y de una manera menos racional que la propuesta concebida originalmente por la Oposición de Izquierda.
En cuanto a los récords de los stajanovistas, varios historiadores señalan que sus métodos eran un método continuo de aumento de la productividad, popularizado anteriormente por Frederick Taylor y Henry Ford, que Lenin llamó el "sistema de explotación". Además, los registros fueron en gran parte escenificados y fueron el resultado de los esfuerzos de sus ayudantes, y en la práctica convirtieron la búsqueda de cantidad en detrimento de la calidad del producto. Debido a que los salarios eran proporcionales a la productividad, los salarios de los stajanovistas eran varias veces superiores al salario medio en la industria. Esto causó una actitud hostil hacia los stajanovistas por parte de los trabajadores "atrasados", quienes les reprochaban que sus récords conducían a estándares más altos y precios más bajos. Los periódicos hablaban de "sabotaje sin precedentes y descarado" del movimiento Stajanovista por parte de los maestros, gerentes de talleres, organizaciones sindicales.
La exclusión de Trotski, Kámenev y Zinóviev del partido en el 15º Congreso del Partido Comunista de la Unión Soviética (bolcheviques) dio lugar a una ola de represiones en el partido que se extendió a la inteligencia técnica y a los especialistas técnicos extranjeros. En el pleno de julio del Comité Central del Partido Comunista de la Unión Soviética (bolcheviques) de 1928, Stalin avanzó la tesis de que "a medida que avancemos, la resistencia de los elementos capitalistas aumentará, la lucha de clases se intensificará". Ese mismo año, comenzó la campaña contra el sabotaje. A los "saboteadores" se les culpaba de no alcanzar las metas del plan. El primer juicio de alto perfil en el caso de "sabotaje" fue el Juicio de Shajtí, después del cual los cargos de sabotaje podían seguir a la empresa por no cumplir con el plan.
Uno de los principales objetivos de la industrialización forzada era superar el atraso respecto a los países capitalistas desarrollados. Algunos críticos argumentan que este atraso en sí mismo era en primer lugar una consecuencia de la Revolución de Octubre. Señalan que en 1913 Rusia ocupaba el quinto lugar en la producción industrial mundial y era el líder mundial en crecimiento industrial con un indicador de 6,1% anual para el período 1888-1913. Sin embargo, para 1920, el nivel de producción había caído nueve veces en comparación con 1916.
La propaganda soviética afirmaba que el crecimiento económico era sin precedentes. Por otro lado, en varios estudios modernos, se demuestra que las tasas de crecimiento del producto interno bruto en la Unión Soviética (los mencionados anteriormente 3-6,3%) fueron comparables con cifras similares en Alemania en 1930-38 (4,4%) y Japón (6,3%), aunque fueron significativamente superiores a las de países como el Reino Unido, la Francia y los Estados Unidos que experimentaban la Gran Depresión en ese momento.
Para la Unión Soviética de esa época, eran característicos el autoritarismo y la planificación central en la economía. A primera vista, esto da peso a la creencia popular de que las altas tasas de aumento de la producción industrial en la Unión Soviética se debieron al régimen autoritario y la economía planificada. Sin embargo, varios economistas creen que el crecimiento de la economía soviética se logró solo gracias a su naturaleza extensiva. Como parte de estudios históricos contrafactuales, o los llamados "escenarios virtuales", se sugirió que, si se hubiera preservado la Nueva Política Económica, la industrialización y el rápido crecimiento económico también habrían sido posibles.
Durante los años de industrialización en la Unión Soviética hubo un crecimiento poblacional promedio de 1% anual, mientras que en Inglaterra fue de 0,36%, en EE. UU. de 0,6% y en Francia de 0,11%.

## Industrialización y la Gran Guerra Patria
Uno de los principales objetivos de la industrialización era aumentar el potencial militar de la Unión Soviética. Así, si al 1 de enero de 1932 había 1,446 tanques y 213 vehículos blindados en el Ejército Rojo, al 1 de enero de 1934 había 7,574 tanques y 326 vehículos blindados, más que en los ejércitos del Reino Unido, la Francia y la Alemania nazi combinados.
La relación entre la industrialización y la victoria de la Unión Soviética sobre la Alemania nazi en la "Gran Guerra Patria" es un tema de debate. En tiempos soviéticos, se adoptó la visión de que la industrialización y el rearme prebélico jugaron un papel decisivo en la victoria. Sin embargo, la superioridad de la tecnología soviética sobre la alemana en la frontera occidental del país en vísperas de la guerra no pudo detener al enemigo.
Según el historiador Konstantin Nikitenko, el sistema de comando-administrativo que se construyó anuló la contribución económica de la industrialización a la capacidad de defensa del país. Vitaly Lelchuk también señala que para el comienzo del invierno de 1941, el territorio estaba ocupado, donde antes de la guerra vivía el 42% de la población de la Unión Soviética, se extraía el 63% del carbón, se fundía el 68% del hierro, etc. Lelchuk señala que "la victoria tuvo que forjarse no con la ayuda del poderoso potencial que se creó durante los años de industrialización acelerada". La base material y técnica de gigantes como Novokramatorsk y las plantas metalúrgicas de Makéyevka, DneproGES, etc., construidas durante los años de industrialización, quedó a disposición de los invasores.
Pero los defensores del punto de vista soviético objetan que la industrialización afectó más a los Urales y Siberia, mientras que la industria prerrevolucionaria resultó estar en los territorios ocupados. También indican que la evacuación preparada de equipos industriales a las regiones de los Urales, la región del Volga, Siberia y Asia Central jugó un papel importante. En los primeros tres meses de la guerra, se desplazaron 1,360 grandes empresas (principalmente militares).

## Industrialización en la literatura y el arte
Poesía

En la fábrica soviética

- Vladímir Mayakovski. La Historia de Jrenov Sobre Kuznetskstroi y Sobre el Pueblo de Kuznetsk (1929)

Prosa
- Andrey Platonov. La Zanja (1930)
- Aleksandr Malyshkin. Gente de la Periferia (1938)

Escultura
- Vera Mujina. Obrero y Koljosiana (Moscú, 1937)
- Alexey Zelensky y Vasily Bohun. Metalúrgico (Magnitogorsk, 1958)

Cine
- Iván. Director Aleksandr Dovzhenko (1932)
- Tanya. Director Grigori Aleksandrov (1940)
- ¡El tiempo, adelante!. Director Mijaíl Schweitzer (1965)
- El hombre de mármol. Director Andrzej Wajda (1977) - la película está dedicada a Polonia en la década de 1950, pero hay un paralelo con el movimiento de los stajanovistas soviéticos.